# Mérope fille de Cypsélos
Pour les articles homonymes, voir Mérope.
Dans la mythologie grecque, Mérope (en grec ancien Μερόπη / Merópē) est la fille de Cypsélos, roi d'Arcadie. Elle épousa le roi de Messénie Cresphontès, un des Héraclides, dont elle eut trois enfants. 
Polyphontès réussit, à la faveur d'une attaque nocturne, à tuer l'époux de Mérope et deux de ses fils, et il allait la contraindre à l'accepter lui-même pour époux et à lui donner la couronne, quand Épytos (encore nommé Téléphonte), troisième fils de la reine, élevé en secret par Cypsélos, reparut et tua l'assassin de son père.

## Adaptations littéraires et musicales
Les malheurs de Mérope ont été plusieurs fois mis sur la scène :
- Cresphontès, tragédie grecque d'Euripide ;
- Cresphonte, tragédie d'Ennius, dramaturge latin, dont seuls des fragments ont été préservés
- Téléphonte, jouée au Palais-Royal en 1641. Voltaire assure que cent vers de cette pièce étaient du cardinal de Richelieu (le reste étant de Colletet, de Bois-Robert, de Desmarêts et de Chapelain) ;
- Téléphonte, tragédie de Gabriel Gilbert, résident à Paris de la reine Christine de Suède (1643) ;
- Téléphonte, tragédie de Jean de la Chapelle (1683) ;
- Amasis, de François-Joseph de Lagrange-Chancel (1701) ;
- Mérope, tragédie italienne de Scipione Maffei (1717) ;
- Merope, opéra de Broschi (1732) ;
- L'Oracolo in Messenia, opéra d'Antonio Vivaldi (1739) ;
- Mérope, tragédie en cinq actes de Voltaire (1743) ;
- Mérope, tragédie de Pierre Clément (1749) ;
- Merope, tragédie de Vittorio Alfieri (1782).
- Merope, opéra de Florian Leopold Gassmann, sur un livret d'Apostolo Zeno (1757, Venise)